# Европейска Турция (Джеймс Бейкър)
„Европейска Турция“ (на английски: Turkey in Europe) е книга на британския офицер Джеймс Бейкър, излязла на английски език в 1877 година.
Книгата на Бейкър е важен извор за историята на Балканите през XIX век. „Европейска Турция“ е най-сериозният и най-големият английски труд за българските земи за времето си. Бейкър предлага статистически данни за населението, икономиката, културата, политиката, бита му и т.н., като сведенията му се отличават със значителна пълнота. Едновременно с това текстът е и увлекателно написан и демонстрира белетристичен талант.
Дяловете от книгата, засягащи българските земи, които са по-голямата част от нея, са преведени на български език от Елия Илиева и издадени в 1994 година от Издателска къща „Иван Вазов“, София.